# Наследники (роман Голдинга)
«Наследники» (англ. The Inheritors) — второй роман британского писателя, лауреата Нобелевской премии по литературе Уильяма Голдинга, впервые опубликованный издательством Faber & Faber в 1955 году. «Наследники», который автор называл своим любимым романом, высоко оценивался литературной критикой, усматривавшей в его философской концепции продолжение основных идей первого и самого известного романа Голдинга, «Повелитель мух».

## История
Роман «Наследники» рассматривается исследователями с одной стороны — как развитие основных идей романа «Повелитель мух», с другой — как полемика с «Очерком истории» (англ. Outline of History) Герберта Уэллса, исповедовавшем оптимистический, рационалистский взгляд на прогресс человечества. Голдинг вспоминал, что его отец-рационалист именно эту работу Уэллса рассматривал как «истину в последней инстанции». Times Literary Supplement отмечал, что два эти произведения даже в чём-то близки стилистически.

## Содержание
В центре повествования — события, происходящие с группой неандертальцев. Они ведут мирный, наивный и по-своему человечный образ жизни. В начале романа неандертальцы возвращаются с места зимней стоянки в свой летний лагерь, расположенный в лесу. Там они сталкиваются с «новыми людьми», которые описаны, как кроманьонцы. В нескольких встречах с чужаками группа неандертальцев несёт потери. Не до конца понимая мотивы и действия «новых людей», оставшиеся в живых неандертальцы Лок (мужчина) и Фа (женщина) пытаются выручить детей из своей группы, захваченных кроманьонцами. После этого они намерены уйти в другое место и там возродить группу. Вернуть детей не удается, и взрослые неандертальцы гибнут: Фа река уносит в водопад, а Лок, оставшись в одиночестве, умирает от горя. Последняя глава романа написана от лица предводителя кроманьонцев. Он считает, что действия людей были продиктованы страхом перед «лесными дьяволами», а не кровожадностью (перед этим Голдинг раскрывает облик неандертальцев — скорее звериный, чем человечий). Группа кроманьонцев уходит из леса на равнины, в надежде больше не встречаться с «лесными дьяволами».

## Отзывы критики
Питер Грин (A Review of English Literature) отмечал явную связь второго романа Голдинга с первым. Автор, писал он, «всего лишь создал вторую рабочую модель для того, чтобы истинную человеческую природу показать под иным углом. Вновь человечество, и только оно одно, порождает зло, и когда Новый человек торжествует, неандерталец Лок плачет — по той же причине, по какой Ральф оплакивал разложение утратившего невинность человечество в «Повелителе мух». Олдси продолжил ту же параллель в религиозном ключе: хомо сапиенс, по его мнению, олицетворяют Падение человека — не в дарвинистском, но в библейском смысле. Мальчики из «Повелителя мух» регрессируют, неандертальцы — вытолкнуты пришельцами вперёд, к прогрессу, но результат оказывается одинаков.